# 北カフカーズ国内軍管区
北カフカーズ国内軍管区（きたカフカーズこくないぐんかんく、ロシア語：Северо-Кавказский округ внутренних войск）は、ロシア国家親衛隊（旧ソ連、ロシア内務省（MVD）国内軍）のコーカサス山脈北部地域（北カフカーズ）における軍事行政単位、統合部隊。軍管区本部は、クラスノダールに位置する。
北カフカーズ国内軍管区は、部隊・兵員数において、ロシア国内軍最大の管区である。

## 歴史
北カフカーズ国内軍管区は、1993年1月、国内軍北カフカーズ・ザカフカーズ局に基づき創設された。
1994年～1996年、オセチア・イングーシ紛争、第1次チェチェン戦争に参加。1999年～2003年、第2次チェチェン戦争に参加。
2008年1月1日、北カフカーズ地域司令部（Северо-Кавказское региональное командование）に改編。

## 編成
- 第12独立作戦任務旅団：アストラハン
- 第22独立作戦任務旅団：カラチ
- 第46独立作戦任務旅団：グロズヌイ、ラムザン・カディロフの元私兵の通称ユーク（南）大隊とセーヴェル（北）大隊が配属された。
- 第47独立作戦任務旅団：クラスノダール
- 第49独立作戦任務旅団：ウラジカフカーズ
- 第50独立作戦任務旅団：ノヴォチェルカッスク
- 第102独立作戦任務旅団：マハチカラ
- 独立特殊自動車化連隊：ソチ
- 第98独立特殊自動車化連隊：ピャチゴルスク
- 第404作戦任務大隊：ナリチク
- 第16特殊任務支隊「スキーフ」：ロストフ
- 第17特殊任務支隊「エーデリヴェイス」：ミネラーリヌィエ・ヴォドィ
- 独立ヘリ連隊：ロストフ